# فرودگاه مارکالا
فرودگاه مارکالا (به انگلیسی: Markala Airport) یک فرودگاه است . این فرودگاه در شهر مارکالا کشور مالی قرار دارد .